# مکائوی پیشانی‌بلوطی

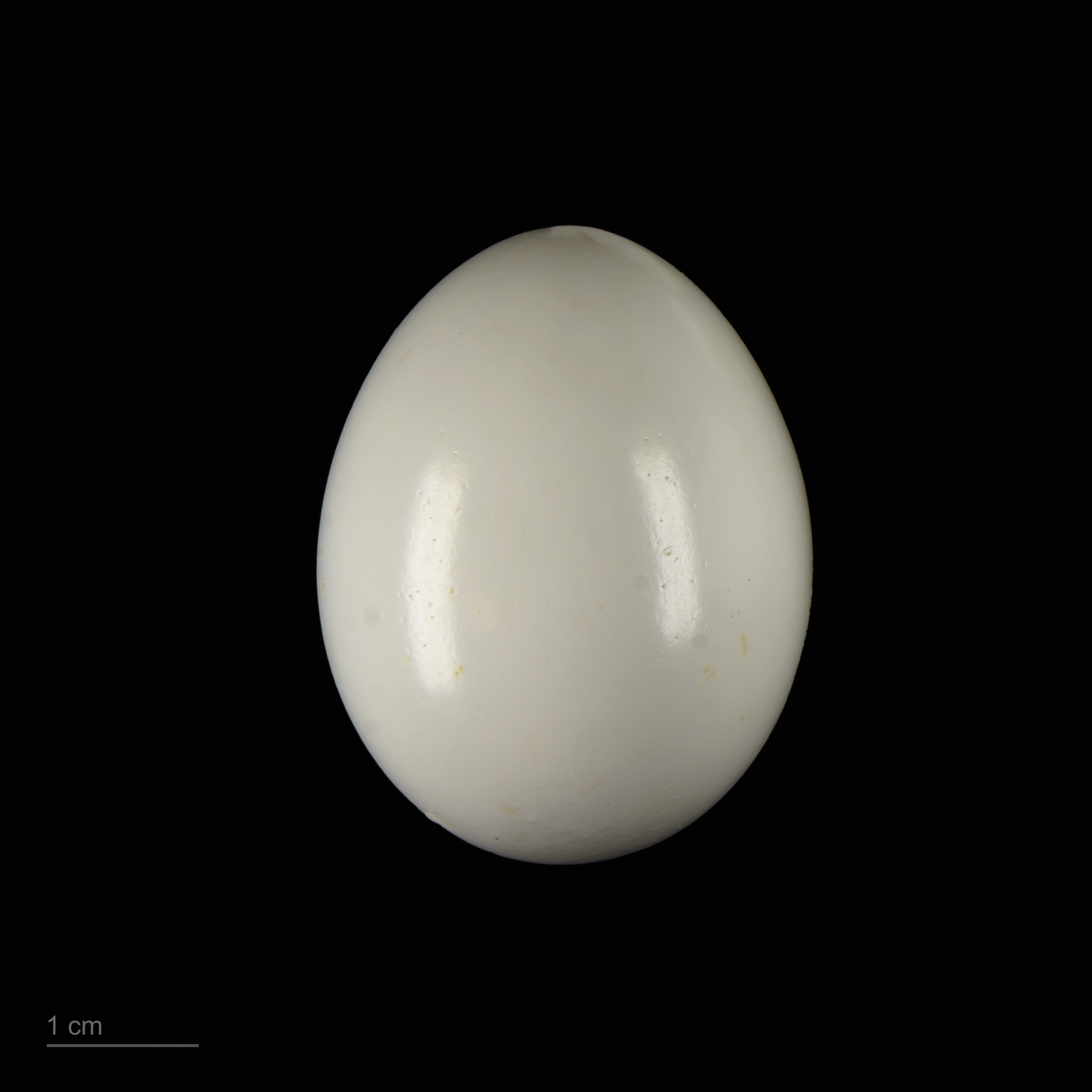
Ara severus

مکائوی پیشانی‌بلوطی (نام علمی: Ara severus) نام یک گونه از سرده طوطی‌های شادرنگ است.